# Kaoru Nagadome
Kaoru Nagadome (永留 かおる Nagadome Kaoru?), född 7 maj 1973, är en japansk tidigare fotbollsspelare.
Kaoru Nagadome debuterade för japans landslag den 15 juni 1997 i en 0–0-match Kina. Hon spelade 4 landskamper för det japanska landslaget. Hon deltog bland annat i fotbolls-VM 1999.